# Македонци у Албанији
Македонци у Албанији (мкд. Македонците во Албанија, алб. Maqedonasit në Shqipëri) су држављани Албаније који се у етничком смислу изјашњавају као припадници македонског народа. Признати су као званична национална мањина у тој земљи. По попису из 2011. године, 5.512 људи су се изјаснили као етнички Македонци. Најбројнији су у општини Пустец где су заступљени са 99% становништва и користе свој матерњи језик, као признати језик мањине у Албанији.